# 南仁湖
南仁湖是位於臺灣屏東縣滿州鄉九棚村的天然湖泊，海拔319公尺，面積124公頃，湖水的水源是雨水。

## 概要
該湖位於墾丁國家公園之中，舊名魚蘭濫，原本是水稻田，由於稻田東邊出水口被堵塞，水量累積逐日增多，形成寬廣湖泊。在這一片廣大水域之前有處小水潭，才是真正的「南仁古湖」；但由於湖水面積小，容易被忽略。湖旁可見的「黃灰澤蟹」是台灣特有種的淡水蟹，屬於陸蟹的一種，也是唯一不須到海邊進行繁殖的蟹種。
目前該湖被劃為「南仁山生態保護區」之中，僅供學術研究，禁止遊客進入。前往該湖必須事先向墾丁國家公園管理處提出申請，而每年有兩個月的封山期間不受理申請進入。2013年5月29日，墾丁國家公園管理處表示，該湖將於該年6月10日重新開放，每日遊客總數上限為400人。

## 外部連結
- 國家重要濕地保育計畫：南仁湖濕地